# Aphelandra seibertii
Aphelandra seibertii  es una especie de  planta herbácea, perteneciente a la  familia de las  acantáceas,  es originaria de América. 

## Descripción
Son hierbas, que alcanzan hasta los 0.2 m de alto. Las hojas elípticas, de hasta 9.5 cm de largo y 4.2 cm de ancho, con los márgenes enteros a ligeramente undulados; los pecíolos de hasta 1.6 cm de largo. Espigas hasta 13 cm de largo, terminales, con brácteas imbricadas, rómbicas, de hasta 14 mm de largo y 6 mm de ancho, márgenes con 4–6 dientes erectos por encima de la mitad, sin nectarios; los sépalos lanceolados, de 5–6 mm de largo; corola de 11 mm de largo, amarilla en la base, lila en la punta de los lobos; estambres ligeramente exertos. Frutos oblanceolados, con 8 mm de largo, puberulentos.

## Distribución y hábitat
Se encuentra en las pluvioselvas,  desde Costa Rica a Panamá.

## Taxonomía
Aphelandra seibertii fue descrita por Emery Clarence Leonard y publicado en Annals of the Missouri Botanical Garden 24(2): 205, f. 1. 1937.